# Elizabeth Edmondson
Elizabeth Mary Edmondson (Perth, 1º luglio 1950) è una nuotatrice australiana.
Diventata paraplegica dopo aver contratto la poliomielite da bambina, ha vinto numerose medaglie ai Giochi paralimpici di Tokyo 1964 e Tel Aviv 1968. Dopo essersi ritirata dall'attività agonistica, è tornata a nuotare nel 2006 e a gareggiare ai Campionati mondiali di nuoto masters di Perth 2008.

## Giovinezza

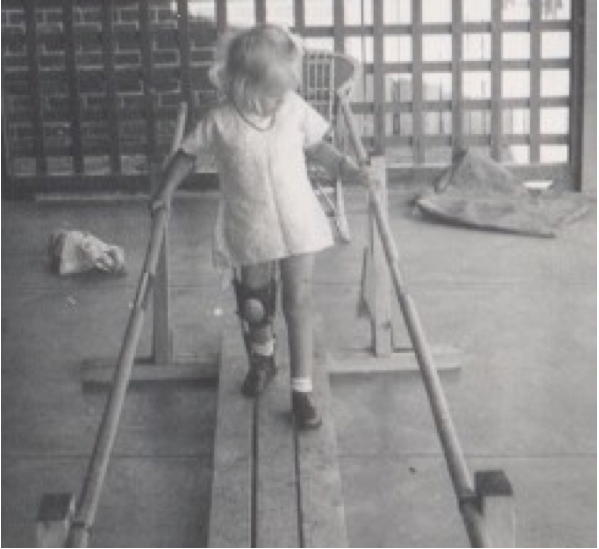
La piccola Edmondson impara a camminare.

Elizabeth Edmondson è nata il 1º luglio 1950 a Perth, nell'Australia occidentale. Il 27 settembre 1951, all'età di 15 mesi, le fu diagnosticata la poliomielite. Trascorse quindici mesi in ospedale. Suo padre apportò modifiche nella casa in cui vivevano per renderle più facile i movimenti, compresa l'aggiunta di barre parallele per aiutarla a imparare a camminare. Cominciò a nuotare quando aveva cinque anni, a Crawley Baths nel fiume Swan. I primi stili che ha appreso a nuotare sono stati il dorso, lo stile a cagnolino e lo stile libero. Ha anche imparato a nuotare senza usare le gambe. Si classificò per la prima volta in una gara di nuoto durante una competizione nel primo anno di scuola, dove giunse terza in una gara in stile cagnolino.
Il suo primo calibro non le permetteva di piegare il ginocchio. Quando aveva a dieci anni ricevé finalmente il suo primo calibro che le permetteva di piegare il ginocchio. Edmondson ebbe altri problemi con le calzature da giovane. Man mano che i suoi piedi crescevano, diventava troppo grande per le calzature su misura. Per prolungare la vita delle sue scarpe, le stesse vennero tagliate per fornire più spazio per le sue dita dei piedi.

## Carriera sportiva

### Inizi

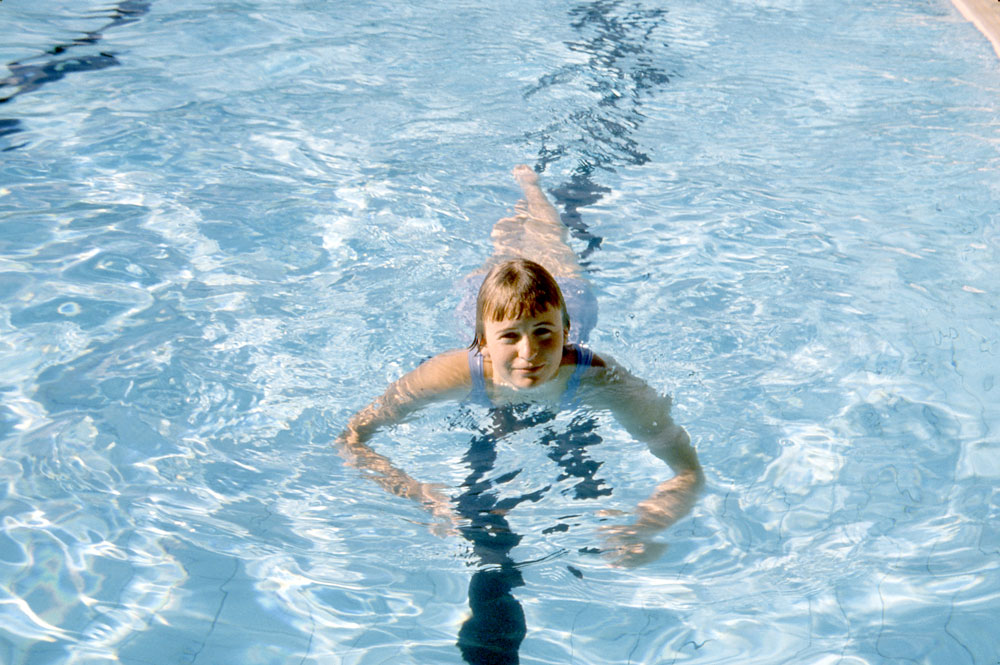
Elizabeth Edmondson si allena in piscina a 14 anni.

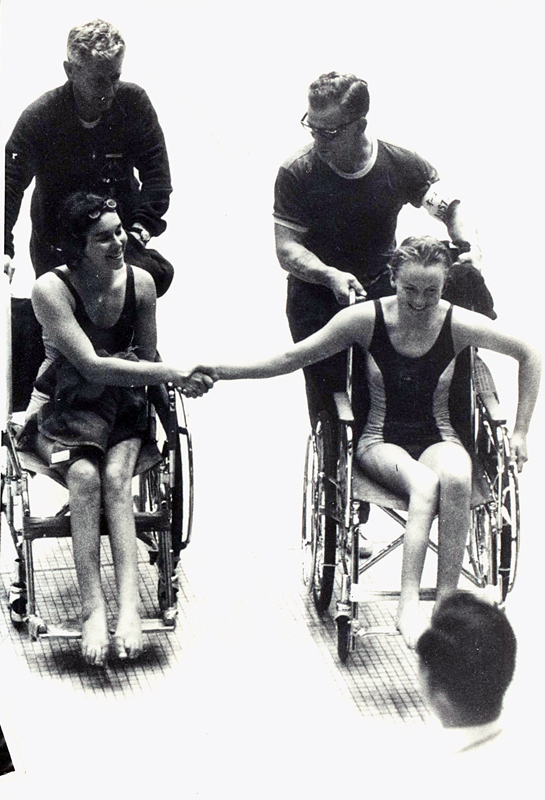
Le paralimpiche australiane Daphne Ceeney e Elizabeth Edmondson si stringono la mano dopo la vittoria di Edmondson e l'argento di Ceeney nei 50 metri proni nel nuoto ai Giochi paralimpici di Tokyo 1964. Le donne sono guidate da Kevin Betts (Ceeney) e "Johnno" Johnston (Edmondson)

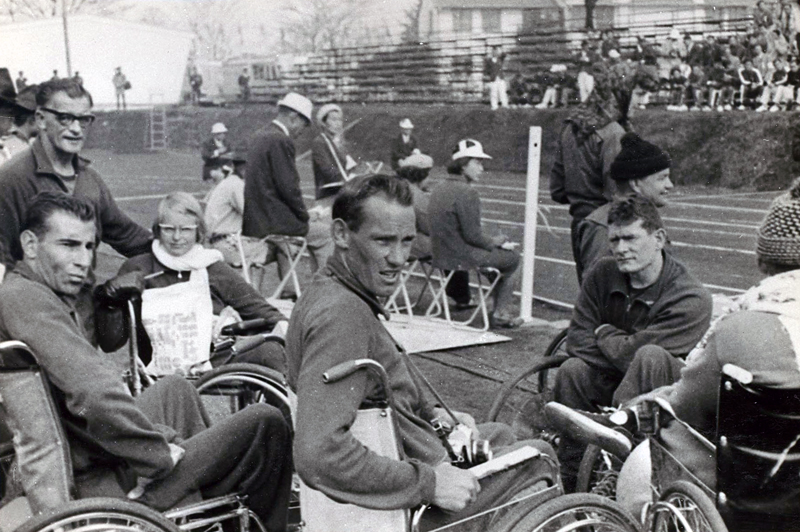
Gli sportivi della squadra paralimpica australiana in un campo di atletica leggera durante i Giochi paralimpici del 1964. Da sinistra Frank Ponta, l'ufficiale di squadra John Johnston, Elizabeth Edmondson, uno sconosciuto e Bill Mather-Brown.

Quando Edmonson aveva 14 anni, il suo allenatore le disse che aveva battuto un record mondiale mentre nuotava a Beatty Park come membro della squadra di nuoto. Per qualificarsi alle Paralimpiadi estive del 1964, gareggiò ai Giochi Australiani per Paraplegici tenutisi ad Adelaide, nell'Australia Meridionale. In questa manifestazione, batté un record mondiale e un record del Commonwealth. Vinse una medaglia d'oro nei 50 metri dorso classe e con un tempo di 51,8 secondi, 15,2 secondi più veloce del precedente record del Commonwealth. Questa gara era la competizione di qualificazione australiana per le Paralimpiadi estive del 1964.
Nel periodo di preparazione alle Paralimpiadi, Edmundson era studentessa alla St Hilda's Anglican School for Girls, membro del West Perth Swimming Club e appassionata surfista. Edmondson smise di praticare surf per dedicare più tempo all'allenamento natatorio.

### Giochi paralimpici
All'età di 14 anni e 4 mesi, Edmondson era già ai giochi paralimpici in rappresentanza dell'Australia. Fu la più giovane concorrente alle Paralimpiadi estive di Tokyo 1964 considerando gli atleti di tutte le nazioni. È stata la più giovane medaglia d'oro paralimpica per l'Australia per 48 anni, record poi superato da Maddison Elliott ai Giochi di Londra 2012. Vinse tre medaglie d'oro alle Paralimpiadi estive del 1964 nelle seguenti gare: 50 metri rana classe 5 femminile con un tempo record mondiale di 1.04.6; 50 metri dorso classe 5 femminile con un tempo record mondiale di 0.50.8; 50 metri stile libero completo di classe 5 con un tempo record mondiale di 0.39.7. Alla conclusione dei Giochi del 1964, i genitori di Edmondson, pur riconoscendo il grande aiuto che lo sport aveva dato alla figlia, credevano che fosse meglio abbandonare lo sport e concentrarsi sulla sua istruzione perché il nuoto non le avrebbe fornito una posizione nella vita. Dopo i giochi del 1964, Edmondson tornò a casa e si preparò per gli esami scolastici.
Edmondson e Lorraine Dodd incontrarono la regina madre Elisabetta a un party in giardino ospitato alla Government House di Perth quando la reale visitò la città australiana nel 1966. Edmondson non prese parte ai Giochi paraplegici del Commonwealth del 1966, a causa della difficoltà di trovare fondi per andare in Giamaica, una condizione comune a molti atleti dell'Australia occidentale.
Edmondson vinse una medaglia d'oro ai Giochi paralimpici estivi del 1968 a Tel Aviv nei 50 metri stile libero classe 4 di nuoto incompleto con un tempo record mondiale di 0,44.1 e una medaglia d'oro nei 100 metri stile libero di nuoto con un record mondiale tempo di 1.33.0. Vinse anche una medaglia d'argento nella classe 4 femminile 50 metri dorso incompleto con un tempo di 52,3.
Edmondson gareggiò con mobilità limitata in acqua durante le Paralimpiadi e per tutto il resto della sua carriera di nuotatrice: poteva usare solo le braccia e le spalle per muoversi nell'acqua. L'allenatore di nuoto di Edmondson, Tony Howson, affermò che i suoi tempi di nuoto erano simili a quelli delle ragazze abili della sua stessa età. Smise di gareggiare dopo i Giochi del 1968 per motivi economici, e diventò impiegata della Telstra.

### Nuoto masters
Nel 2006, Edmondson ricominciò a partecipare alle gare di nuoto agonistico quando si iscrisse allo Stadium Masters Swimming Club. Nel 2008, si qualificò per i Campionati mondiali di nuoto masters e fece segnare il miglior tempo personale negli 800 metri stile libero. Dal 2007 al 2009, gareggiò in diverse gare di nuoto in una gran varietà di stili e distanze in tutta l'Australia nella fascia di età 55-59. Nell'ottobre 2007, all'11° Australian Masters Games, vinse 7 medaglie d'oro individuali e un oro in una staffetta come nuotatrice disabile. Conquistò anche una medaglia di bronzo come membro di squadra in una staffetta per normodotati.
Nel febbraio 2009, nuotò nel 12° Australian Masters Games e vinnse 7 medaglie d'oro individuali e 2 d'oro per le gare a staffetta come nuotatrice disabile.
Ai World Masters Games del 2009 a Sydney, vinse quattro medaglie d'oro e una medaglia d'argento nella fascia di età dai 55 ai 69 anni.
Edmondson gareggiò ai Campionati Nazionali Australiani di Nuoto del 2010 tenutisi a Launceston, in Tasmania. Gareggiò in dodici eventi individuali e stabilì undici record personali individuali. Il suo viaggio per raggiungere la Tasmania fu pagato dalla Wheelchair Sports WA attraverso un fondo scolastico Sir George Bedbrook.
Edmondson gareggiò agli Australian Masters Games 2011 tenutisi ad Adelaide, nell'Australia Meridionale. Gareggiò come nuotatrice disabile in sei gare individuali e quattro staffette vincendo dieci medaglie d'oro. Edmondson gareggiò agli Australian Masters Games 2013 tenutisi a Geelong, in Victoria. Gareggiò come nuotatrice disabile in sette gare individuali e due staffette vincendo nove medaglie d'oro.
Edmondson nuotò nella British Long Distance Swimming Association's One Hour Postal Swim dal 2009 al 2012.

## Riconoscimenti

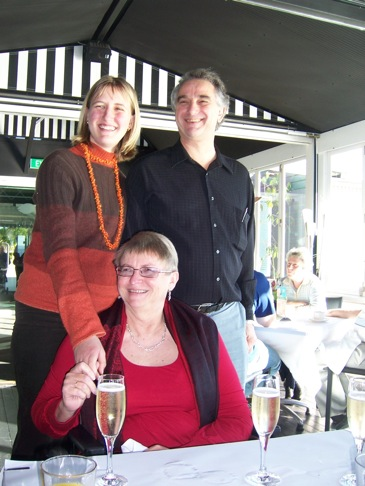
Elizabeth Edmondson (seduta) al ventunesimo compleanno della figlia.

Edmondson è stata premiata con la medaglia dello sport australiano nel 2000 per i suoi meriti sportivi. Nel 2008, è stata introdotta nella Swimming Western Australia Hall of Fame mentre l'anno successivo il suo nome era nella Wheelchair Sports WA Hall of Fame.
Nel 2018, è stata introdotta nella Swimming WA Hall of Legends come riconoscimento delle "eccezionali prestazioni nel nuoto a livello internazionale... che si ritiene abbiano ispirato la nazione e impresso il nome dell'atleta, del suo Stato e del suo Paese sulla scena mondiale."

## Vita privata
Edmondson ha sposato Ken Mills, da cui ha avuto la figlia Ruth. Nel dicembre 2008, le è stato diagnosticato un tumore alla mammella. Il suo trattamento di cura ha previsto una lumpectomia.

## Palmarès
| Anno | Manifestazione      | Sede     | Evento                                    | Risultato | Prestazione | Note |
| ---- | ------------------- | -------- | ----------------------------------------- | --------- | ----------- | ---- |
| 1964 | Giochi paralimpici  | Tokyo    | 50 metri rana classe 5                    | Oro       | 1.04.6      |      |
| 1964 | Giochi paralimpici  | Tokyo    | 50 metri dorso classe 5                   | Oro       | 0.50.8      |      |
| 1964 | Giochi paralimpici  | Tokyo    | 50 metri stile libero completo classe 5   | Oro       | 0.39.7      |      |
| 1968 | Giochi paralimpici  | Tel Aviv | 50 metri stile libero incompleto classe 5 | Oro       | 0,44.1      |      |
| 1968 | Giochi paralimpici  | Tel Aviv | 100 metri stile libero open               | Oro       | 1.33.0      |      |
| 1968 | Giochi paralimpici  | Tel Aviv | 50 metri dorso incompleto classe 4        | Argento   | 52,3        |      |
| 2009 | World Masters Games | Perth    | 50 metri rana 55-69                       | Oro       |             |      |
| 2009 | World Masters Games | Perth    | 100 metri rana 55-69                      | Oro       |             |      |
| 2009 | World Masters Games | Perth    | 100 metri dorso 55-69                     | Oro       |             |      |
| 2009 | World Masters Games | Perth    | 200 metri rana 55-69                      | Oro       |             |      |
| 2009 | World Masters Games | Perth    | 100 metri stile libero 55-69              | Argento   |             |      |